# Avernus Rupes
Avernus Rupes es el nombre de una falla geológica sobre la superficie de Marte. Avernus Rupes está localizada con el sistema de coordenadas centrados en -7.47 grados de latitud Norte y 173.68° de longitud Este. El acantilado es curvilíneo y rodea el borde suroeste del Apollinaris Patera, a unos 90 kilómetros (55,9 mi) del centro del volcán.
El nombre fue aprobado por la Unión Astronómica Internacional en 1985 y hace referencia a la característica de albedo homónima, que toma el nombre del Lago del Averno, Italia, considerada por los grecolatinos como una de las entradas al inframundo.